# In thạch bản
In thạch bản còn gọi là in litô, in đá là một phương pháp in ấn trên bề mặt nhẵn. Một kỹ thuật tương tự đã được phát triển để sản xuất các thiết bị bán dẫn và MEMS.

## In ấn

### Nguyên lý

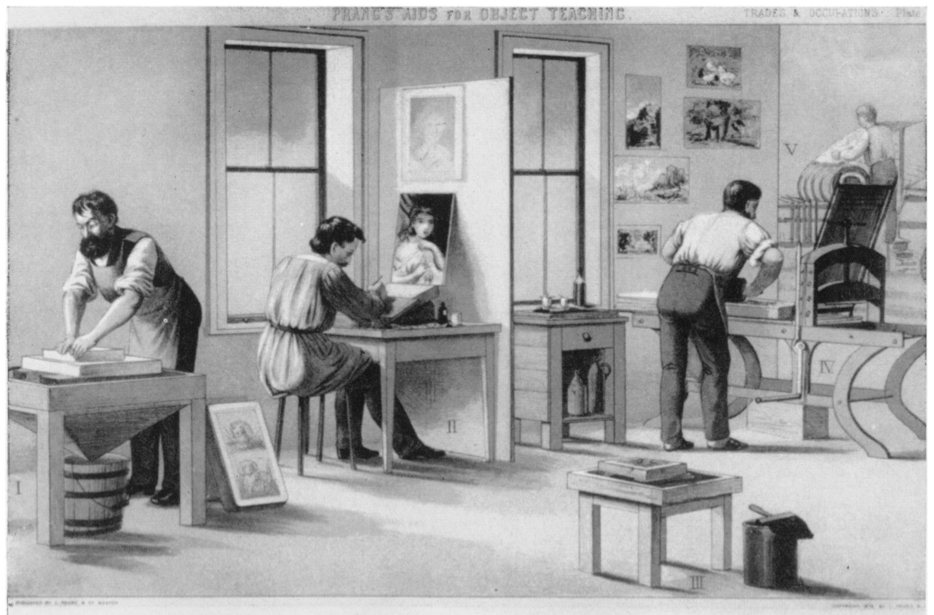
Người in thạch bản, của Louis Prang vào năm 1874.

Nguyên lý của in thạch bản trong ngành in ấn dựa vào lực đẩy giữa dầu và nước. Dầu và nước không trộn lẫn nhau và luôn có xu hướng tách rời nhau.
Hình ảnh ngược của những vệt dầu được dính trên một bề mặt. Sau đó, bề mặt này được ngâm vào nước rồi nhấc lên. Nước nhanh chóng chảy đến các vị trí chưa dính dầu trên bề mặt, nhờ lực đẩy với dầu. Tiếp đến, một trống mực dầu lăn qua bề mặt. Mực dầu là loại mực hòa tan trong dầu, nhưng bị đẩy ra trong nước. Như vậy các chỗ dính dầu sẽ có mực, còn chỗ dính nước thì không. Hình ảnh mực trên bề mặt sẽ giống hình ảnh vệt dầu ban đầu. Mực này có thể được áp trực tiếp, hay qua trung gian, vào giấy hay bề mặt cần in để tạo hình ảnh xuôi.

### Các công nghệ ban đầu

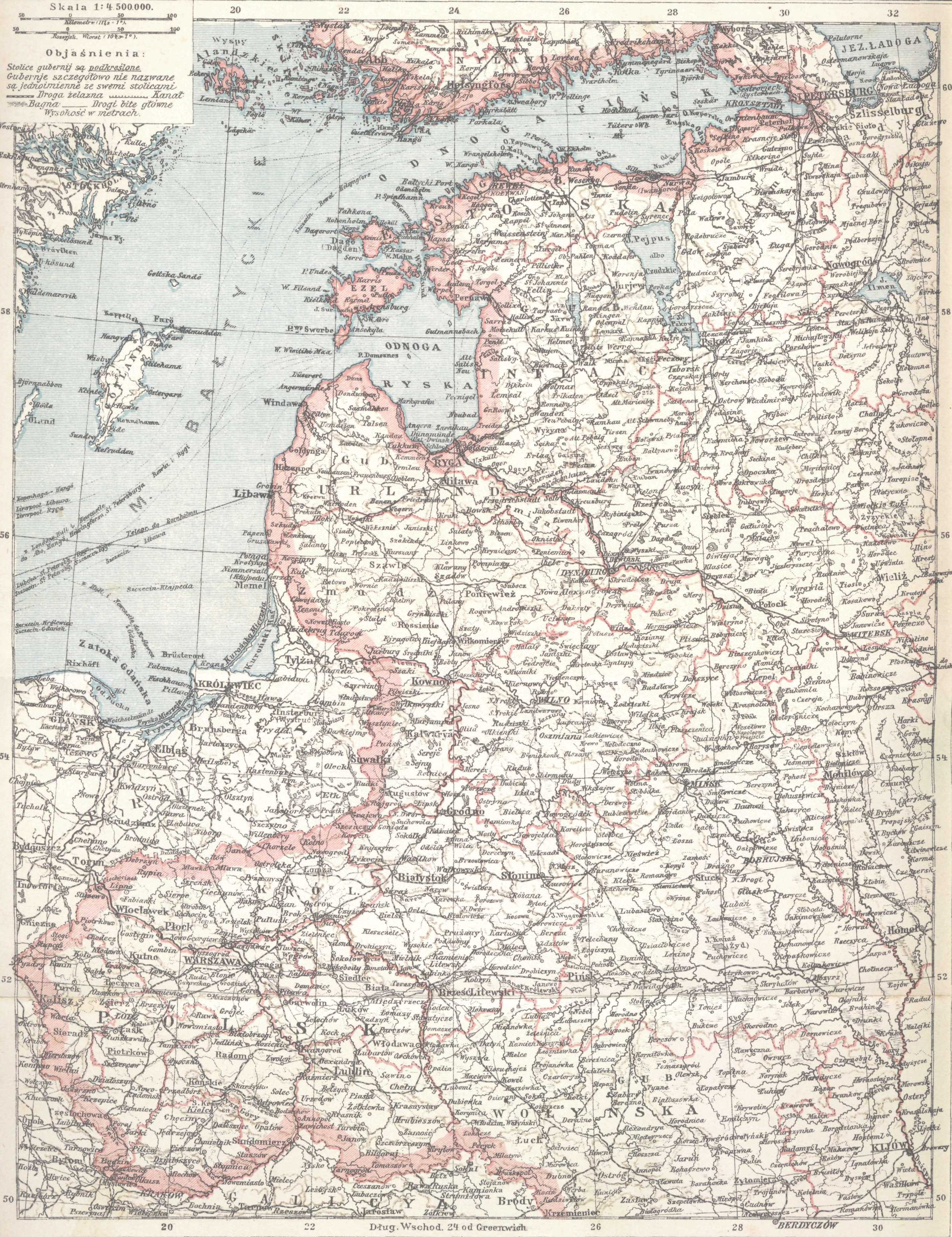
Một bản in thạch bản, 1902; 33×24 cm

Kỹ thuật in này được sáng chế bởi Alois Senefelder ở Bohemia vào năm 1798, và là công nghệ in mới đầu tiên sau in khắc nổi của thế kỷ 15. Trong các phiên bản đầu tiên của kỹ thuật, người ta hay dùng bề mặt của đá vôi để vẽ dầu lên. Do đó mới có tên gọi in đá. Sau khi có hình dầu trên đá, axít được đổ lên để dầu thẩm thấu sâu vào trong đá. Khi dầu đã ngấm vào trong đá, keo Ả Rập, một dung dịch nước, được đổ lên sau đó, bám vào những chỗ chưa có dầu, để dầu không thấm loang ra những chỗ này. Khi in, nước dính vào chỗ có keo Ả Rập, còn mực dầu dính vào những chỗ còn lại.
Vài năm sau khi được sáng chế, kỹ thuật này đã được dùng để in màu. Các họa sĩ thích phương pháp này vì họ có thể dùng sáp dầu vẽ ngược trực tiếp trên đá, hoặc vẽ sáp dầu xuôi trên giấy rồi áp lên đá. Phương pháp in màu bằng công nghệ này được hoàn thiện vào thế kỷ 19 với tên gọi in thạch bản màu. Nhiều tác phẩm in màu đẹp đã ra đời tại châu Mỹ và châu Âu thời kỳ này. Với kỹ thuật in màu, các phiến đá khác nhau được dùng cho mỗi màu, và bản in sẽ được in lần lượt qua các phiến đá. Khó khăn nhất là phải căn chính xác vị trí các hình màu sao cho không bị lệch nhau.

### Kỹ thuật hiện đại
Ngày nay kim loại (nhôm) hay chất dẻo đã thay thế các bản đá. Các bản này có bề mặt dính nước (có thể được đánh nhám), được phủ bởi một lớp nhũ tương nhạy sáng. Một phim âm bản của hình cần in được đặt bên trên thạch bản, rồi được chiếu ánh sáng, để lọt ánh sáng với cường độ theo hình ảnh dương bản lên lớp nhũ tương. Lớp nhũ tương sau đó được tráng bằng chất hóa học, rửa trôi những phần được chiếu ít ánh sáng. Thạch bản này sau đó được cuộn lên một trống, lăn qua nước. Nước dính vào phần nhám lộ ra của bản, tức là phần hình âm bản. Sau đó trống mực sẽ lăn lên, dính mực vào phần nhũ tương nhẵn, tức là phần hình dương bản.
Nếu áp trực tiếp bản này lên giấy, ta thu được bản in, nhưng bản in sẽ dính nước. Để cải tiến, người ta áp bản mực lên trống cao su, đế dính mực lên trống này, nhưng ép hết nước rơi ra ngoài. Trống này sau đó truyền mực lên giấy. Phương pháp này chính là in thạch bản offset.
Nhiều cải tiến công nghệ đã liên tục được thực hiện, như in nhiều màu trong một lần in, hay phương pháp rắc mực Dahlgren không cần đến giai đoạn tách nước ra khỏi bản in.
Sự xuất hiện của xuất bản trên máy tính giúp mọi người dễ dàng tạo các bản in một cách chuyên nghiệp. Máy chụp bản giúp in trực tiếp từ máy tính lên phim mà không qua giai đoạn chụp ảnh trung gian. Máy chế bản giúp loại bỏ mọi công đoạn tráng phim, đưa tín hiệu số máy tính trực tiếp lên bản in.

## In thạch bản trong công nghệ bán dẫn
Xem bài chính quang thạch bản.
Công nghệ chế tạo vi mạch bán dẫn áp dụng các phương pháp của in thạch bản. Phương pháp in thạch bản cũng dùng cho các ứng dụng MEMS, vì có khả năng tạo các chi tiết có kích cỡ micrômét trên một bề mặt rộng. Trong chế tạo bán dẫn, công nghệ này hay áp dụng cho bề mặt silíc, nhưng một số vật liệu khác cũng được dùng. Lĩnh vực này đã có quang thạch bản phi quang bản mới xuất hiện.